# Georgios Karatzaferis

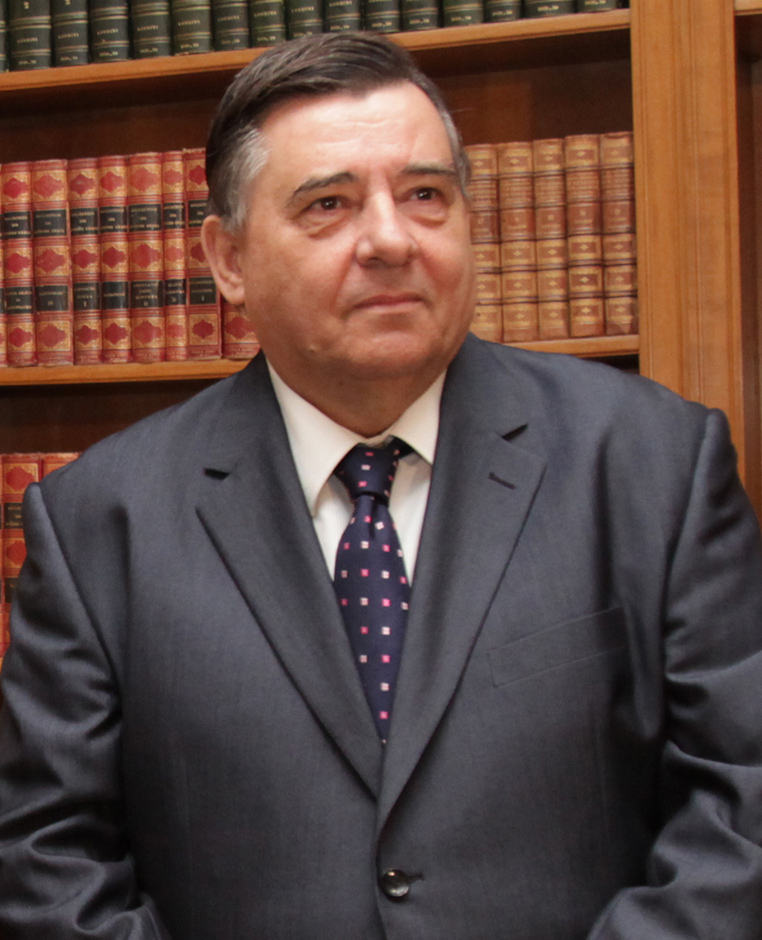
Georgios Karatzaferis

Georgios Karatzaferis  (griechisch Γιώργος Καρατζαφέρης; * 11. August 1947 in Athen) ist ein griechischer Politiker und Vorsitzender der griechischen Partei Laikos Orthodoxos Synagermos (LAOS).

## Biografie und politische Karriere
Karatzaferis arbeitete ab 1969 als Radio- und Fernsehjournalist. 1990 gründete er den Fernsehsender TeleAsty.
Von 1993 bis 2000 war Karatzaferis Mitglied der Fraktion der Nea Dimokratia (ND) im griechischen Parlament. Im Jahre 2000 wurde er aus der Partei ausgeschlossen. Als Reaktion hierauf gründete er die Partei LAOS. Von 2004 bis zum 25. September 2007 war Karatzaferis Mitglied des Europäischen Parlaments. Dort gehörte er der Fraktion Unabhängigkeit und Demokratie an. Zudem war er bis 2012 Mitglied des griechischen Parlaments, jedoch verpasste seine Partei bei den Parlamentswahlen im Mai und Juni 2012 den Wiedereinzug.
Im Dezember 2015 wurde Karatzaferis wegen Steuerhinterziehung zu einer Freiheitsstrafe von einem Jahr auf Bewährung verurteilt.